# Astragalus sophoroides
Astragalus sophoroides är en ärtväxtart som beskrevs av Marcus Eugene Jones. Astragalus sophoroides ingår i släktet vedlar, och familjen ärtväxter. Inga underarter finns listade i Catalogue of Life.